# Sonata F-A-E
La Sonata F-A-E (título original en alemán, F.A.E.-Sonate) es una sonata para violín y piano compuesta de forma colaborativa por Robert Schumann, Johannes Brahms y Albert Dietrich entre el 15 y el 28 de octubre de 1853 en Düsseldorf. La obra está dedicada a Joseph Joachim.

## Historia

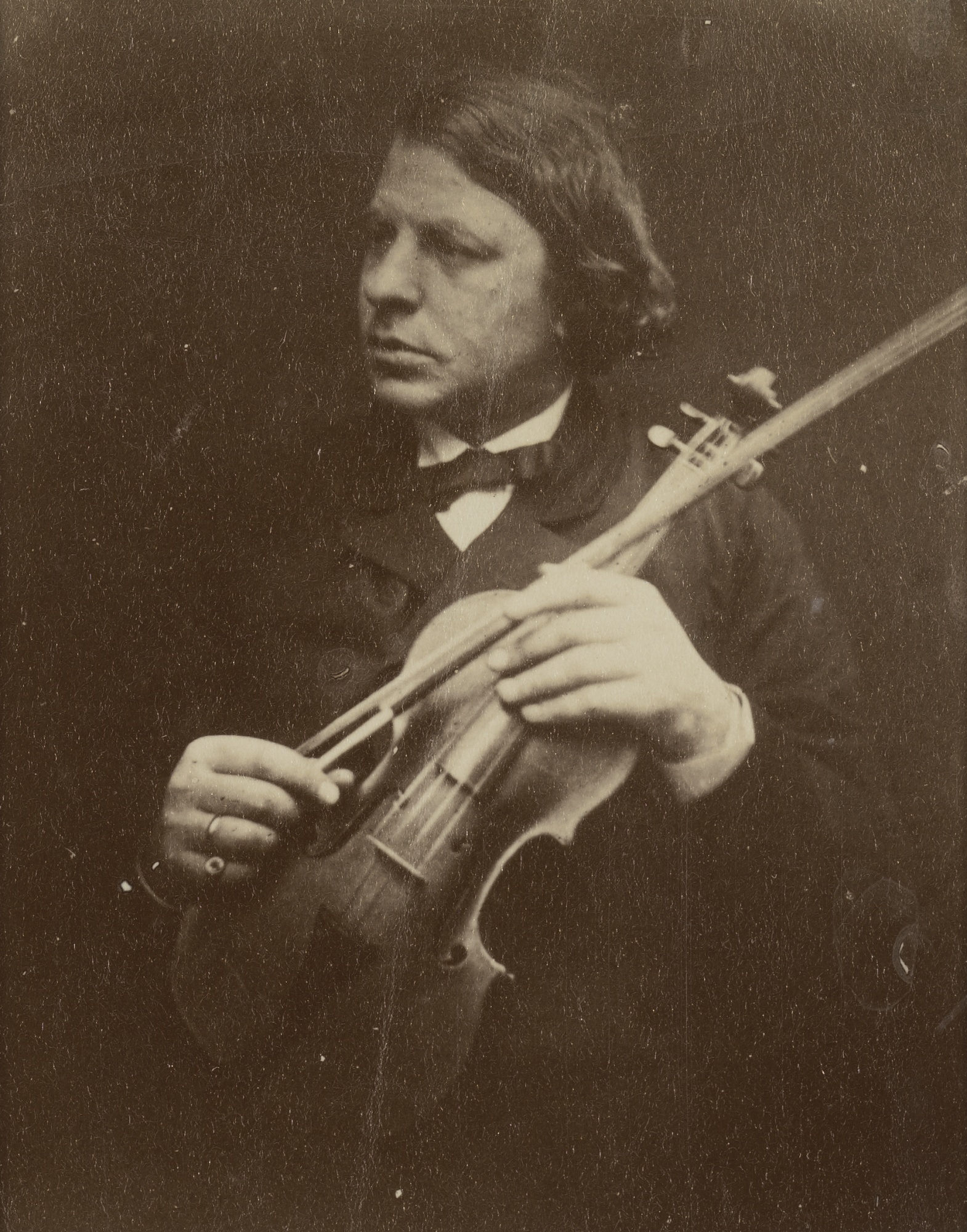
Joseph Joachim, el dedicatario de la pieza, en 1868.

La sonata fue una idea de Schumann como un regalo y tributo al violinista Joseph Joachim, que era amigo de los tres compositores. Joachim adoptó la frase alemana del Romanticismo Frei aber einsam (“libre pero solitario”) como su lema personal. Los movimientos de la obra están todos basados en las notas musicales F-A-E (fa, la y mi en la nomenclatura alfabética), las iniciales del lema a modo de criptograma musical.
Schumann asignó cada movimiento a uno de los compositores. Dietrich escribió el primer movimiento en forma sonata. Schumann siguió con un corto Intermezzo como segundo movimiento. El Scherzo fue escrito por Brahms, quien ya había demostrado ser un maestro de esta forma en su Scherzo para piano en mi bemol menor y los scherzi en sus Sonatas para piano n.º 1 y n.º 2. Schumann proporcionó el final.
Schumann escribió la siguiente dedicatoria en la partitura original:

F.A.E.: In Erwartung der Ankunft des verehrten und geliebten Freundes JOSEPH JOACHIM schrieben diese Sonate R.S., J.B., A.D.

(“F.A.E .: En espera de la llegada de su reverenciado y querido amigo, JOSEPH JOACHIM, esta sonata fue escrita por R.S., J.B., A.D.”).

Los compositores presentaron la partitura a Joachim el 28 de octubre en una velada en la casa de Schumann, a la que también asistieron Bettina von Arnim y su hija Gisela. Los compositores desafiaron a Joachim para determinar quién compuso cada movimiento. Joachim tocó el trabajo esa noche, con Clara Schumann al piano. Joachim identificó al autor de cada movimiento con facilidad.
La obra no fue publicada durante la vida de los compositores. Schumann incorporó sus dos movimientos a su Sonata para violín n.º 3. Joachim conservó el manuscrito original, del que solo permitió que se publicara el Scherzo de Brahms en 1906, casi diez años después de la muerte del compositor, nearly. Se desconoce si Dietrich hizo un uso adicional de su sonata-allegro. La sonata completa se publicó por primera vez en 1935.
Los tres compositores también escribieron conciertos para violín para Joachim. El de Schumann se completó el 3 de octubre de 1853, justo antes de que comenzara la Sonata F-A-E. Joachim nunca lo interpretó, a diferencia de los conciertos de Brahms y Dietrich.
Steven Isserlis, el violonchelista inglés y aficionado a Schumann, ha transcrito la Sonata F-A-E para violonchelo y piano.

## Estructura
La sonata consta de cuatro movimientos:
- I. Allegro, por Dietrich.
- II. Intermezzo, por Schumann.
- III. Scherzo, por Brahms.
- IV. Finale, por Schumann.

## Discografía selecta
- Schumann: Sonaten für Violine und Klavier / Band 2, Wiener Urtext Edition, Vienna, 2007, ISMN M-50057-258-9, ISBN 3-85055-599-2 (contiene la Sonata F.A.E. y la tercera Sonata)